# Palmiry
Palmiry es una localidad polaca del voivodato de Mazovia, en el municipio de Gmina Czosnów, dentro del distrito de Nowy Dwór Mazowiecki.
Se encuentra en los límites del bosque de Kampinos a 4 km al sureste de Czosnów, a 11 km al sureste de Nowy Dwór Mazowiecki y a 23 km al noroeste de Varsovia.
De acuerdo con el censo de 2011, había una población de 370 habitantes.

## Masacre de Palmiry

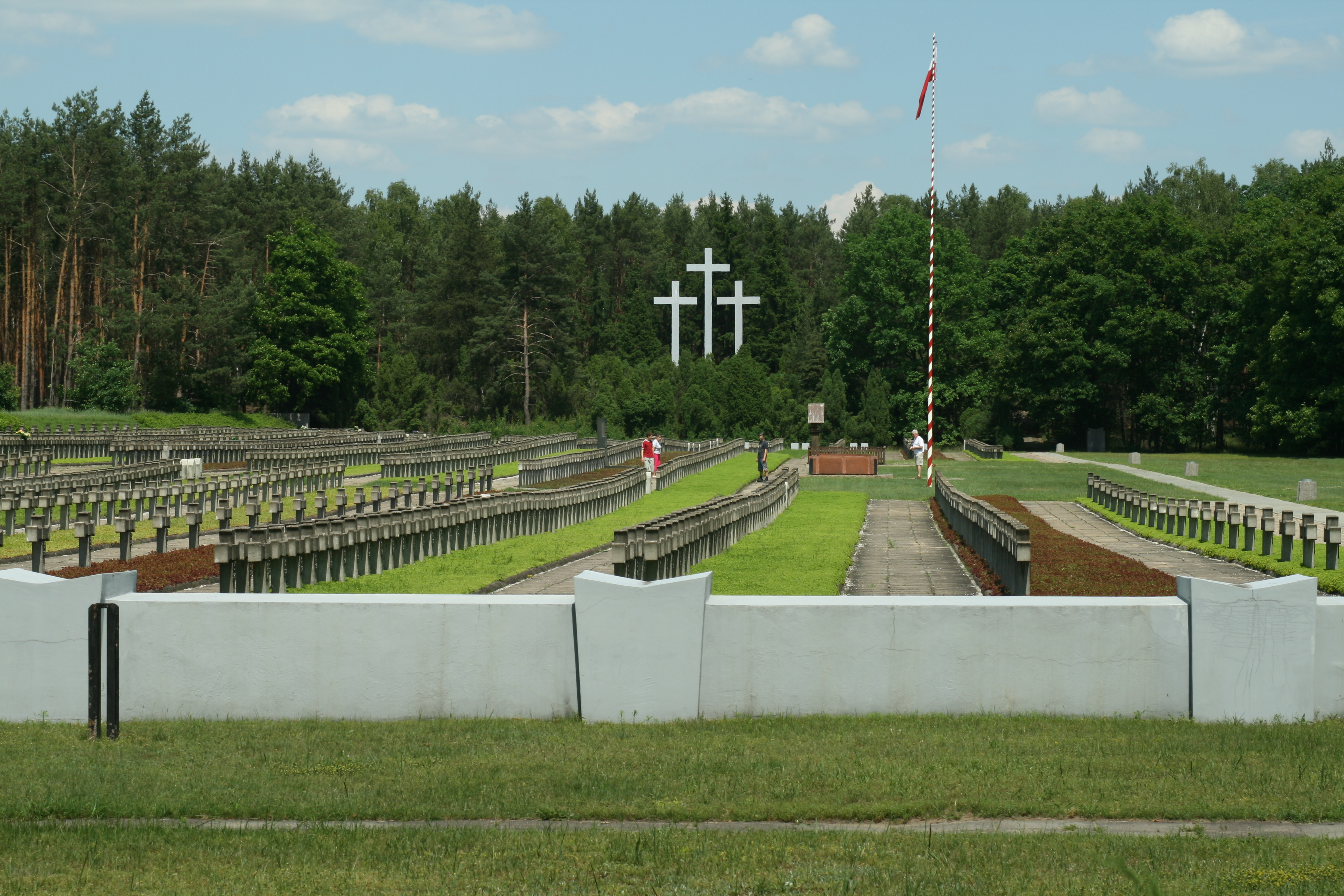
Cementerio de Palmiry

Durante la II Guerra Mundial, Palmiry y el bosque adyacente fueron escenarios de una de las mayores ejecuciones en masa por parte de las autoridades nazis. Aparte de ciudadanos judíos de varios puntos del país, entre las víctimas se encontraron intelectuales, políticos y atletas de nacionalidad polaca. Tal operación entraba en la campaña de la AB-Aktion.
La mayor parte de las víctimas fueron arrestadas y torturadas en la prisión de Pawiak, Varsovia; y posteriormente trasladados al punto acordado para las consecuentes ejecuciones. Cerca de 1.700 polacos murieron entre el 7 de diciembre de 1939 y el 17 de julio de 1941.
En 1947, los cuerpos fueron exhumados y llevados a un nuevo cementerio a 5 km de la localidad. Al año siguiente, dicho cementerio pasaría a ser un mausoleo nacional.